# Stazione di San Cesario di Lecce
La stazione di San Cesario di Lecce è una stazione ferroviaria posta sulla ferrovia Lecce-Gallipoli.
Serve il comune di San Cesario di Lecce, in provincia di Lecce.
È gestita dalle Ferrovie del Sud Est.

## Servizi
La stazione dispone di:
- Biglietteria a sportello e automatica
- Servizi igienici
- Area per l'attesa
- Accessibilità per portatori di handicap
- Fermata autolinee extraurbane

## Movimento
La stazione è servita dai treni regionali svolti dalle Ferrovie del Sud Est nella relazione Lecce - Gallipoli via la linea 5 e nella relazione Lecce - Gagliano Leuca via le linee 5 e 6.